# 朱光耀
朱光耀（1953年7月—），男，北京人，中华人民共和国政治人物。北京工商大学（原北京商学院）本科毕业，获得经济学学士学位。研究生毕业于财政部财政科学研究所财政专业，获得经济学硕士学位。

## 生平
朱光耀畢業於北京工商大学。1970年7月参加工作。
1987年6月，加入中国共产党；翌年就任财政部财政科学研究所学会秘书处副处级秘书。1992年調任财政部世界银行司能源工交处副处长；一年後在世界银行司农业处升任處長。1994年，朱光耀被派驻世界银行，代表中国任副执行董事；其间在1995年至1996年出任财政部世界银行司副司长级干部。1997年回國就任财政部国债金融司副司长，其後為国际司副司长。1998年升任财政部国际司司长。2001年至2004年，朱光耀再次被派駐驻世界银行，為中国执行董事。其後在2004年回國繼續任国际司司长。
2007年2月，朱光耀進入财政部党组，任财政部部长助理。2010年5月升任副部长，依舊為党组成员。
2016年，兼任中央财经领导小组办公室副主任职务。2018年6月，被免去财政部副部长职务。